# Renault Tracer
Der Renault Tracer ist ein Überlandbus des Herstellers Renault V. I.
Der Tracer war mit einem 6-Zylinder-9,8-Liter-Turbodiesel mit 186 kW (253 PS) lieferbar und wurde 2001 durch den Irisbus Arès ersetzt.